# Diecezja białostocko-gdańska
Diecezja białostocko-gdańska – jedna z 6 diecezji kościoła prawosławnego w Polsce. Graniczy z diecezjami: warszawsko-bielską, łódzko-poznańską i wrocławsko-szczecińską.

## Historia
Administratura powstała 7 września 1951 w miejsce istniejącej od 12 listopada 1948 diecezji białostocko-bielskiej. Obecne granice diecezji zostały ustalone w 1958.
Diecezja obejmuje swoją jurysdykcją całe województwo warmińsko-mazurskie, północną część podlaskiego oraz wschodnią pomorskiego.

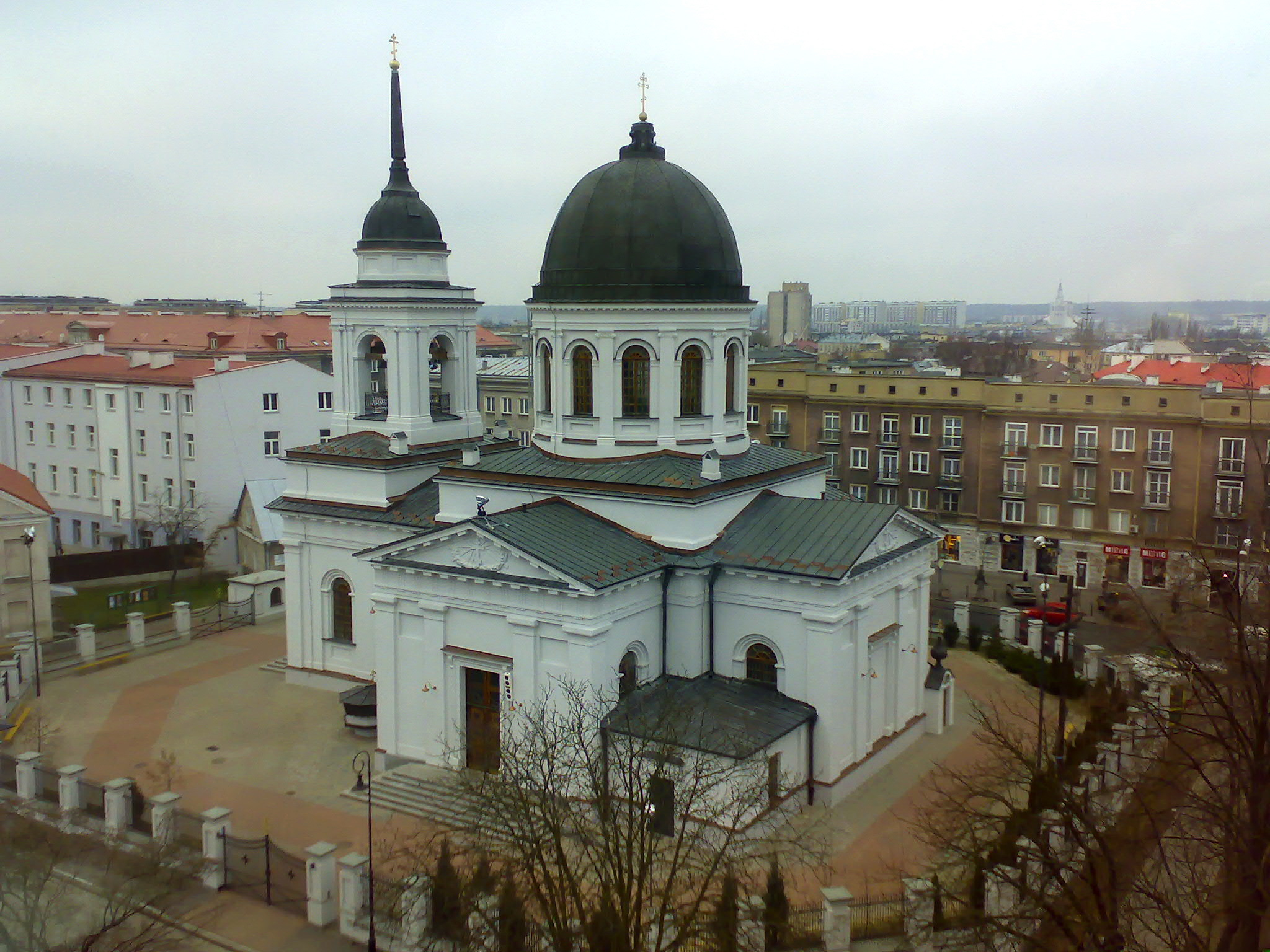
Sobór św. Mikołaja w Białymstoku
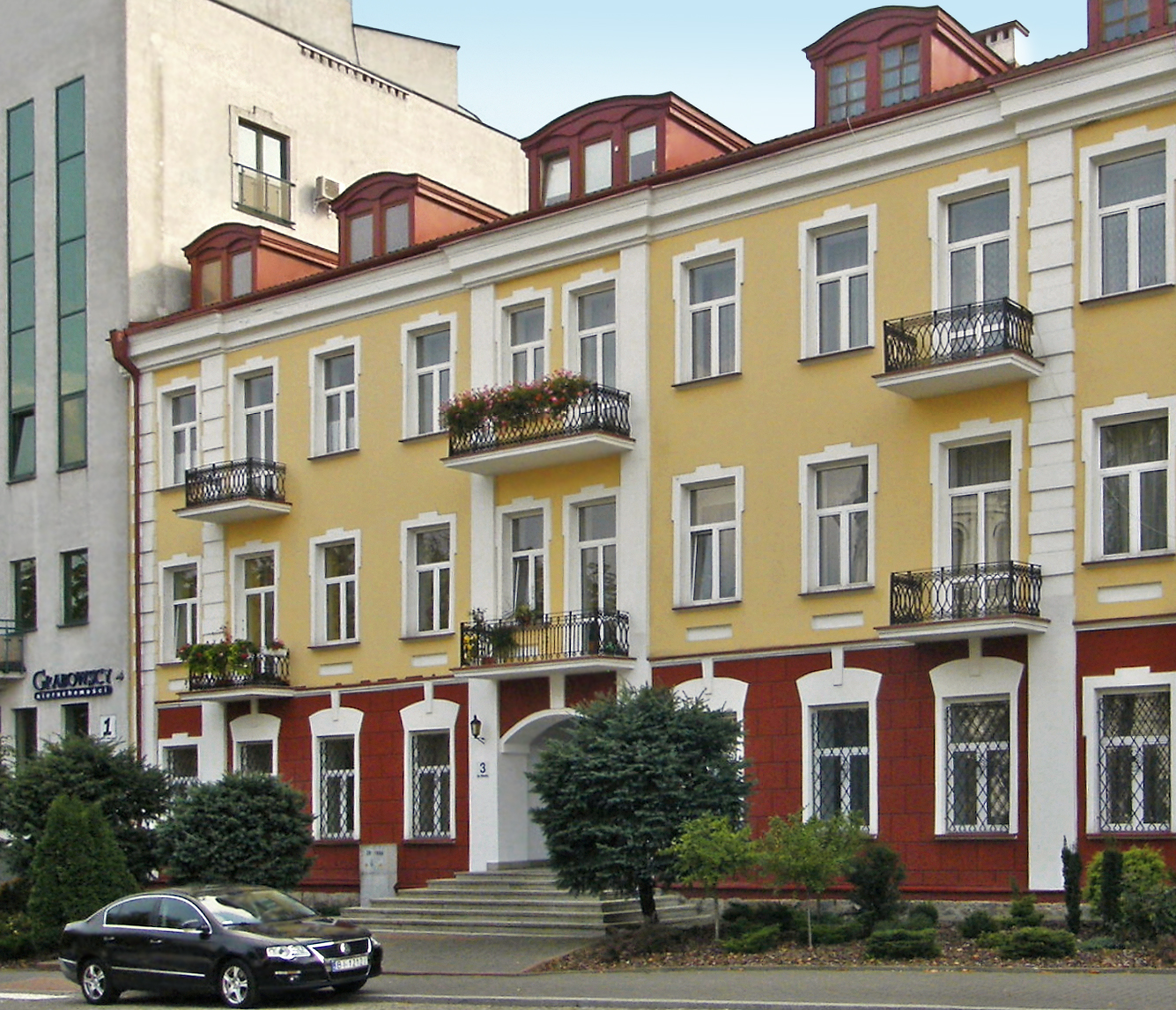
Siedziba Kurii Prawosławnej w Białymstoku przy ul. św. Mikołaja 3
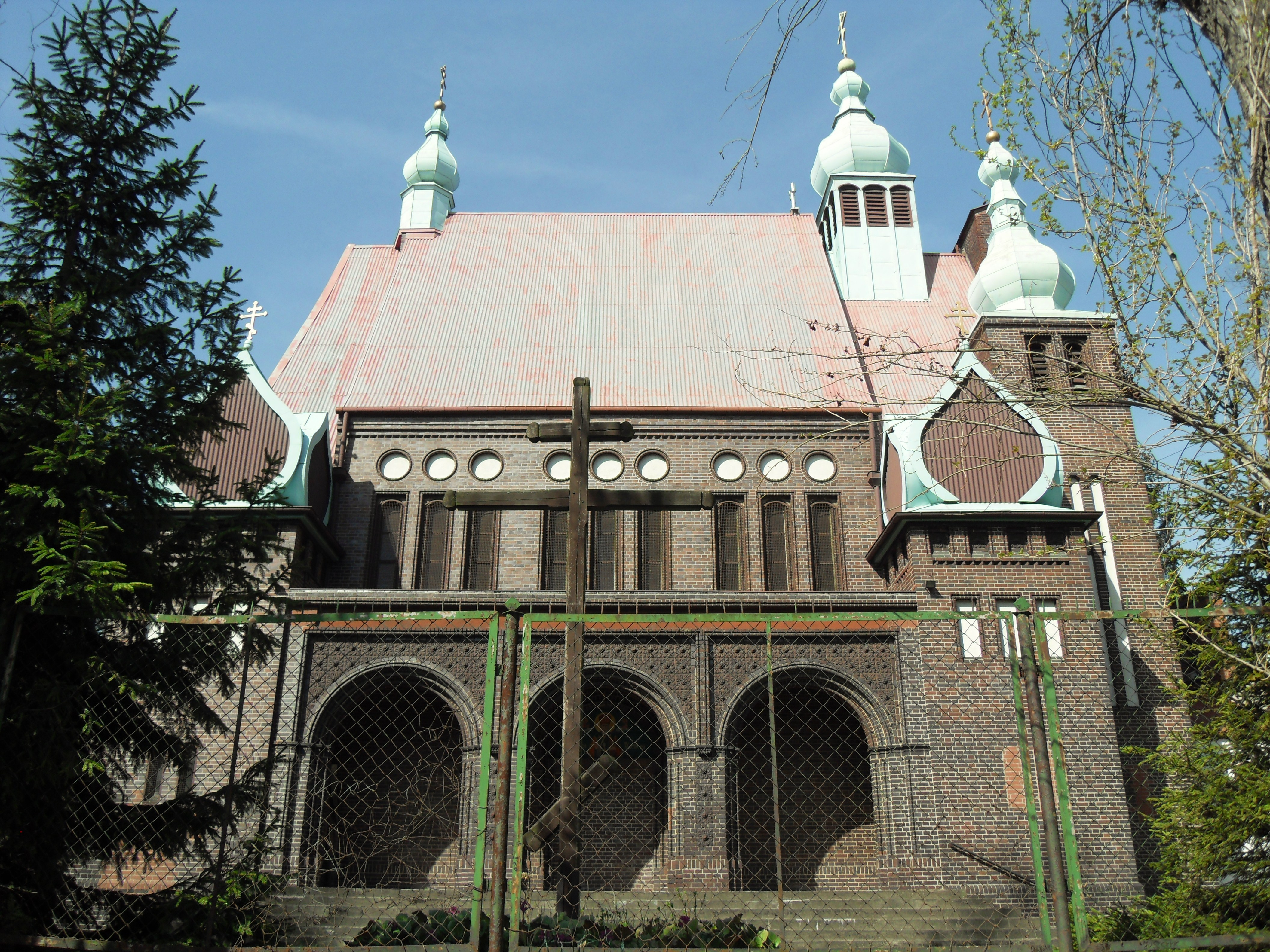
Cerkiew konkatedralna św. Mikołaja w Gdańsku

## Główne świątynie
- Sobór katedralny św. Mikołaja w Białymstoku
- Cerkiew konkatedralna św. Mikołaja w Gdańsku

## Dekanaty
1. Białystok (19 parafii)
2. Gdańsk (5 parafii)
3. Gródek (8 parafii)
4. Olsztyn (12 parafii)
5. Sokółka (13 parafii)

## Monastery
- Monaster Zwiastowania Przenajświętszej Bogurodzicy i św. Jana Teologa w Supraślu (Ławra Supraska), męski
- Monaster Zaśnięcia Matki Bożej w Wojnowie, żeński
- Monaster Narodzenia Przenajświętszej Bogurodzicy w Zwierkach, żeński

## Instytucje diecezjalne
- Akademia Supraska
- Centrum Kultury Prawosławnej (Białystok)
- Fundacja „OIKONOMOS”
- Prawosławny Ośrodek Miłosierdzia Diecezji Białostocko-Gdańskiej „ELEOS” (Białystok)
- Niepubliczna Szkoła Podstawowa im. Świętych Cyryla i Metodego w Białymstoku
- Radio Orthodoxia
- Hospicjum Domowe pw. Proroka Eliasza (Nowa Wola)
- Bractwo Młodzieży Prawosławnej Dicecezji Białostocko-Gdańskiej

## Biskupi
- Ordynariusz (od 1999) – abp Jakub (Kostiuczuk)
- Wikariusz (od 2017) – bp Andrzej (Borkowski), supraski

## Święci diecezji
Szczególnym kultem w diecezji otoczeni są: Święci Cyryl i Metody (patroni), św. Antoni Supraski, św. Męczennik Młodzieniec Gabriel Zabłudowski.